# 石硖陂拱桥
石硖陂拱桥，位于中国广东省云浮市罗定市金鸡镇石硖陂村，为罗定市的一个市级文物保护单位，类型为古建筑，公布时间为1994年6月8日。
石硖陂拱桥的历史年代为明代。